# 松田大介
松田 大介（まつだ だいすけ、1975年8月20日 - ）は、日本の水道屋経営者。TBS『SASUKE』の常連選手、YouTuber。「松田水道」3代目社長。

## 来歴
1975年8月20日、群馬県みなかみ町猿ヶ京温泉に生まれ、地元の小中学校、隣町の高等学校を卒業後、東京に上京し、設備専門学校（建築設備設計科）に通い、卒業後に設備店で3年間修業を積んだのち、家業の「松田水道」で祖父・父親の後を継いで3代目社長に就任。
『SASUKE』は放送が開始された1997年の第1回大会から視聴。2014年、38歳の時にメタボな体型から心機一転ダイエットを開始し、急に痩せ始めたことで周囲から「病気ではないか」と心配されたが、本人は冗談半分で「SASUKEに出るため」と言っていた。その後、2016年の第32回大会に40歳で初出場を果たし、2023年の第41回終了時点で8回の出場経験がある。自宅の敷地には出場前から本番を模した練習用セットを製作し、大会前には出場者が最終調整を行う聖地となっている。

## 人物
身長175cm。ダイエット開始前の体重は80kgを超えていた。
小・中学校では剣道部に所属。
出場前から自宅の敷地や車庫にそり立つ壁やクリフハンガーなどのセットを原寸大で製作。出場ごとにエリアが増していき、既に撤去されたエリアを含めて28エリアを製作。自宅の敷地で作成するには土地面積が足りず、一部のエリアは隣家の土地を借りて組み立てている。
近年では、出場者が大会本番前の最終調整や苦手エリアの特訓などを目的に訪れ、選手やファンの間では「松田パーク」の名で親しまれる。練習には完全制覇者やSASUKEオールスターズ、SASUKE新世代に海外勢など幅広いジャンルの選手が練習に訪れ、2021年の第39回大会収録前には村山彩希（AKB48）、佐藤楓（乃木坂46）、東村芽依（日向坂46）、瀧脇笙古（=LOVE）ら、出場が決まった4人のアイドルが松田パークへ赴いた。
趣味はカメラとスニーカー収集。エア・ジョーダンのスニーカーは、自室に30足以上所有している。
豆柴を飼っており、当初は名前を「サスケ」にしようとしたが、家族に反対されたため「シュプ」と名付けた。完全制覇者の森本裕介が松田パークに訪れる際は、練習前にシュプくんと周囲を散歩している。
既婚で2児の父。長女はSASUKEとKUNOICHIに出場経験がある。

## SASUKEでの戦歴

### 大会ごとの戦歴

#### 第32回大会～第34回大会
第32回に当時40歳で初出場。1stステージの第4エリア・オルゴールでリタイア（ゼッケン74、全カット）。大会後、自宅にオルゴールのセットを製作した。
第33回ではオルゴールへのリベンジを果たすはずが、第4エリアがフィッシュボーンに変更され、そのフィッシュボーンでリタイア（ゼッケン66、ダイジェスト）。大会後、自宅にフィッシュボーンのセットを製作した。
第34回は自宅に製作したフィッシュボーンで練習を積んで出場も、前回より骨の数が2本増え、その増えた部分で行き詰まり、骨に押される形で落水（ゼッケン68）。

#### 第35回大会～第37回大会
第35回は遂にフィッシュボーンをクリアし、第5エリアのドラゴングライダーに到達。直前で1本目のバーに触れた喜矢武豊（ゴールデンボンバー）が完全に掴み切れていなかったバーを掴むことに成功したが、2本目のバーへの移行に失敗。競技後のインタビューでは「（家に）無かったもん！」と叫んだ（ゼッケン32）。大会後、自宅にドラゴングライダーのセットを製作した。
第36回はゼッケン60番で出場。今大会は全出場者の1stの収録が夜から開始され、松田は1日目の収録での最後の挑戦者となった。1stでリベンジに燃えるドラゴングライダーでは、1本目のバーを掴んで滑空したが、2本目のバーを掴みきれず落水。自宅のセットは1本目のレールは再現していたが、2本目への対策が不十分であった。
第37回は、直近の2大会でクリアしたフィッシュボーンの自宅セットを敢えて撤去して臨んだが、フィッシュボーンの手前の第3エリア・ウイングスライダーで体勢を定め切れず、段差の衝撃でリタイア（ゼッケン32）。大会後、自宅にウイングスライダーのセットを自作した。

#### 第38回大会～第40回大会
第38回は、自宅に製作して練習を積んだウイングスライダーが、新型コロナウイルスの対策観点から撤去され、第3エリアがシルクスライダーに変更になった。1stではドラゴングライダーを三度目の正直で遂に攻略。最終エリア・そり立つ壁に警告音が鳴る中で挑むも、手が届かずタイムアップ（ゼッケン36）。
第39回は、大会前に前回苦戦したタックルを製作した。スタート前には、松田パークへ練習に訪れたアイドルからの声援を受けて挑んだが、前回クリアしたドラゴングライダーで2本目の飛び移りに失敗。リタイア後,悔しさのあまり涙を流した（ゼッケン36）。
第40回はゼッケン3940番で出場。前回大会終了後にスイングエッジを製作。さらに現存するシルクスライダーとドラゴングライダーを改良。ドラゴングライダーは、これまでに3度失敗した2本目への飛び移りまで練習できるよう工面して大会に臨んだ。スタート前に突然引退宣言が起き、一同を騒然とさせた。出場者に見守られながら挑んだ1stでは、前回クリアしていたフィッシュボーンで逆回転のポールを対処しきれずリタイア。（以前の大会とは微妙にセッティングが違ったのに気づき逆回転の所で止まろうと思っていたが、いざ本番目にすると変わっていないように見え、プラス急がなければという意識が足を止まらせず進ませた）自宅のセットに慣れすぎたのが原因と語っている。インタビュー後、タオルを顔に当てながら地面に蹲り号泣。一度は引退を示唆したが、その後「続けたい」と声を漏らす。そして「俺SASUKEしかねぇんだよ」と言い、山田勝己に「俺の言葉や」とツッコまれた。
第42回は2大会ぶりの出場となりオーディションから参戦。再び最後の挑戦として挑み前回リタイアしたフィッシュボーンをクリアするも初挑戦となったツインダイヤの飛び移りに失敗。リタイア後、「いくつになっても続けます」と引退を撤回した（ゼッケン53）。

### 大会別成績
| 大会       | ゼッケン | STAGE | 脱落エリア         | 備考         |
| ---------- | -------- | ----- | ------------------ | ------------ |
| 第32回大会 | 74       | 1st   | オルゴール         | 前半         |
| 第33回大会 | 66       | 1st   | フィッシュボーン   | 2本目        |
| 第34回大会 | 68       | 1st   | フィッシュボーン   | 3→4本目      |
| 第35回大会 | 32       | 1st   | ドラゴングライダー | 1本目終点    |
| 第36回大会 | 60       | 1st   | ドラゴングライダー | 1→2本目      |
| 第37回大会 | 32       | 1st   | ウイングスライダー | 中盤         |
| 第38回大会 | 36       | 1st   | そり立つ壁         | タイムアップ |
| 第39回大会 | 36       | 1st   | ドラゴングライダー | 1→2本目      |
| 第40回大会 | 3940     | 1st   | フィッシュボーン   | 6本目の足場  |
| 第42回大会 | 53       | 1st   | ツインダイヤ       | 1→2個目      |

### 通算成績
| 出場数 | 2nd進出 | 3rd進出 | FINAL進出 | 最優秀成績 |
| ------ | ------- | ------- | --------- | ---------- |
| 10回   | 0回     | 0回     | 0回       | 0回        |

- 2024年 第42回大会終了時点

## 出演

### テレビ
- SASUKE（TBS）
- KUNOICHI（2018年7月1日、TBS）
- THE鬼タイジ（2021年12月31日、TBS）- 撮影協力
- THE TIME,（2022年1月12日、TBS）
- 週刊さんまとマツコ（2022年12月25日、TBS）

### 雑誌
- 週刊プレイボーイ（2022年12月12日、集英社）特典DVD -SASUKE合宿編-に映像出演。